# Sulfat
Sulfat er en svovlforbindelse, hvor svovl er i sit højeste oxidationstrin (+6). Det er også navnet på en lang række salte af svovlsyre. Den kemiske formel for sulfat er SO42-
| Kemi | Spire Denne artikel om kemi er en spire som bør udbygges. Du er velkommen til at hjælpe Wikipedia ved at udvide den. |